# Solignac
Solignac é uma comuna francesa na região administrativa da Nova Aquitânia, no departamento de Alto Vienne. Estende-se por uma área de 16,54 km². Em 2010 a comuna tinha 1 607 habitantes (densidade: 97,2 hab./km²).